# Noordstraat (Brugge)
De Noordstraat is een straat in Brugge.

## Beschrijving
Aanvankelijk heette deze korte straat Nieuwland, een voor de hand liggende naam toen ze nieuw werd aangelegd. De straat was niet meer dan een steeg, gelegen achter de voormalige Bogaerdenschool nu de Stedelijke Academie van Brugge, en doodlopend in de tuin van die school, waarvan de hoofdingangen zich in de Katelijnestraat en de Arsenaalstraat bevonden. De steeg bood een bijkomende toegang en werd stilaan Noordstraat genoemd. Albert Schouteet vermeldt dat dit de noordelijke uitgang van de school was, hoewel ze eigenlijk niet in het noorden van de genoemde eigendom was gelegen. Dat kan men alleen verklaren als men aanneemt dat het op de uitgang van de straat sloeg, kant Wijngaardstraat, die inderdaad in noordelijke richting wees. De naam was in de 18e eeuw, en wellicht al vroeger, in gebruik.
De oude noordelijke toegangspoort van de school is aan het eind van de Noordstraat nog steeds terug te vinden. Men kan er de gotische schouw van de Bogaerdenschool bezichtigen evenals het beluik van de godshuizen De Vos. Vroeger waren er 6 huisjes, nu nog 4, van 4 huisjes rechts 2 gemaakt.

## Literatuur

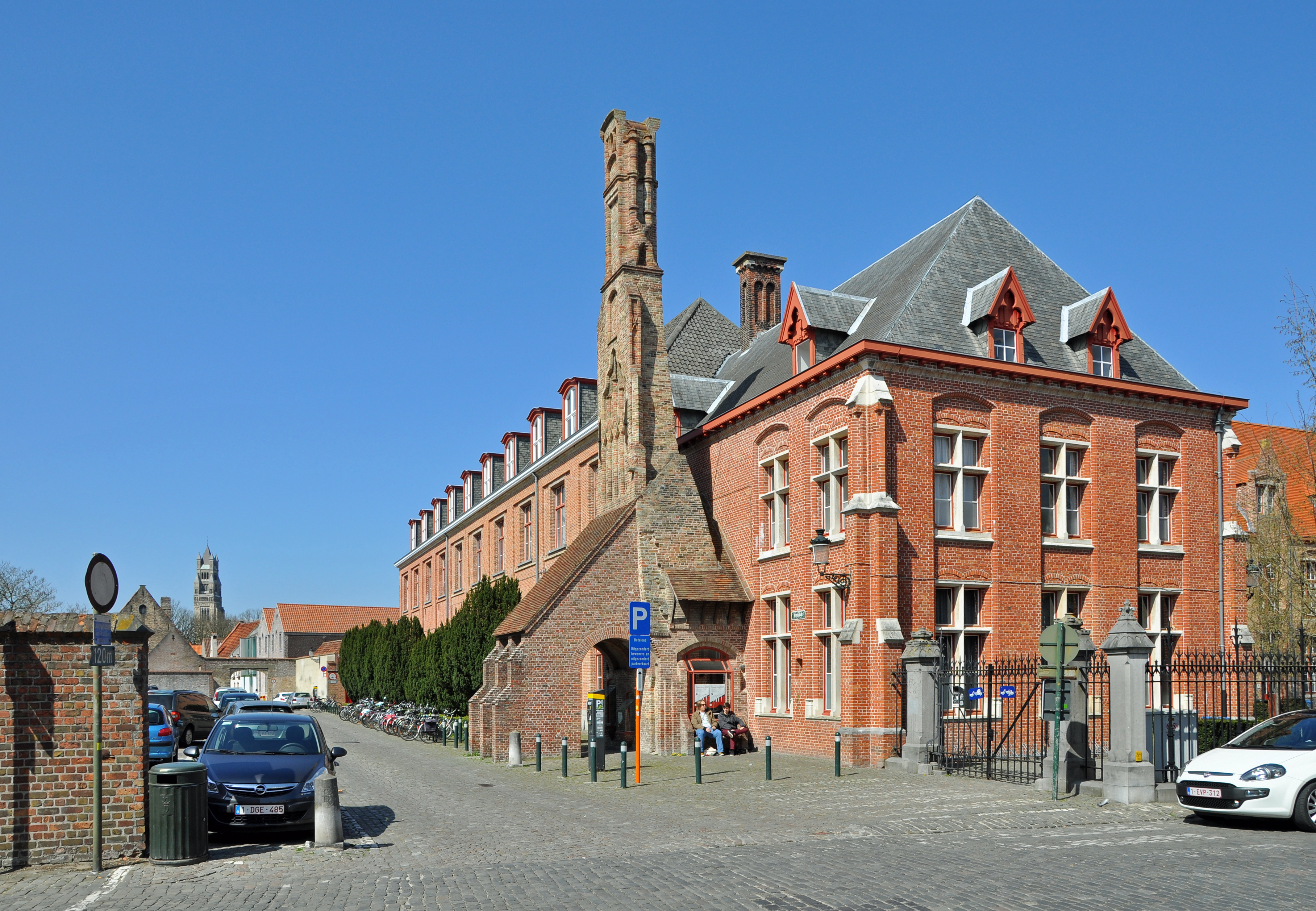
De Noordstraat gezien van uit de Arsenaalstraat
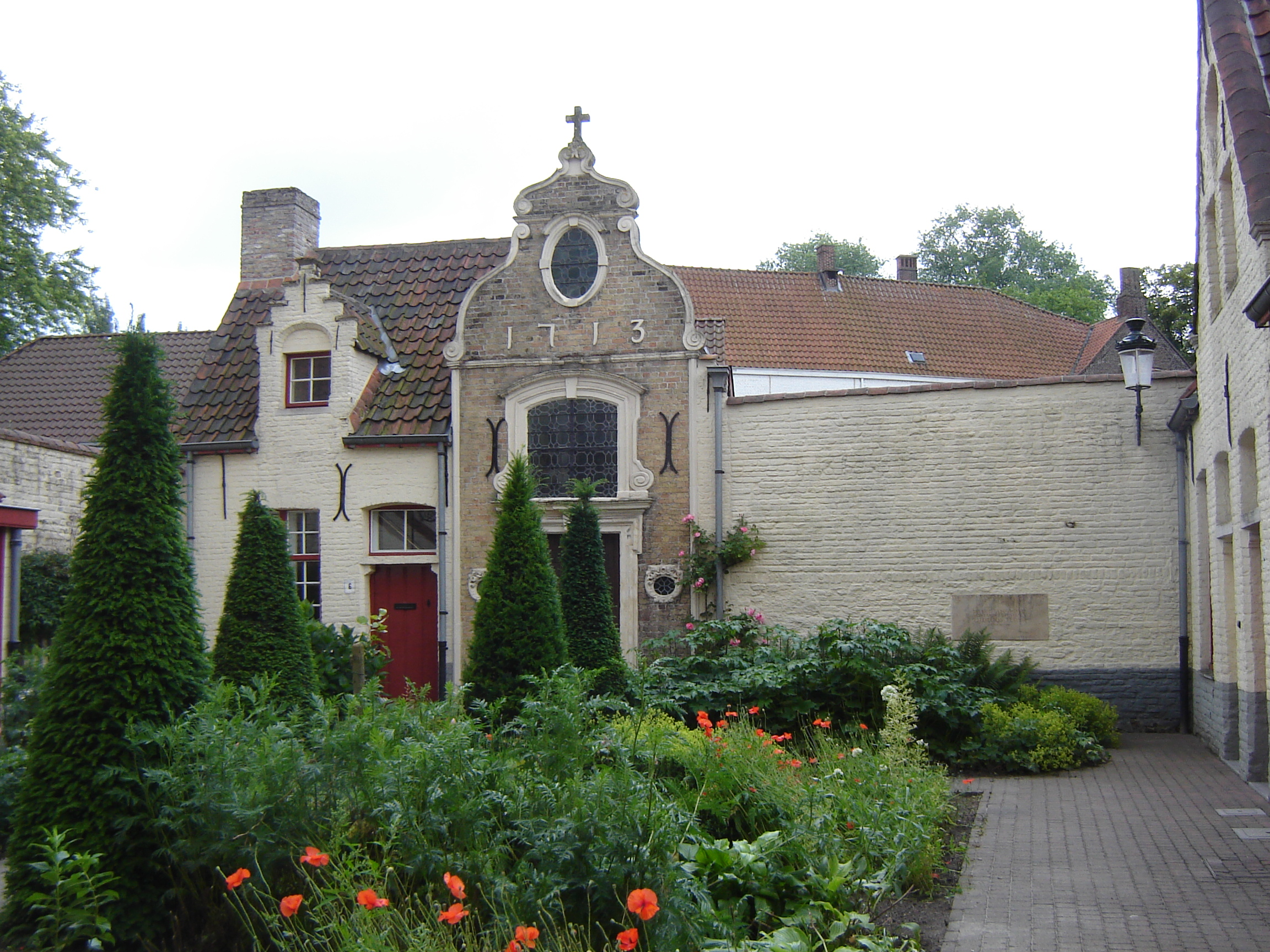
Binnenplein van godshuis De Vos